# Claude Égéa
Claude Égéa (* 1963 in Narbonne) ist ein französischer Jazzmusiker (Trompete, Kornett).

## Leben und Wirken
Égéa, der in Trèbes bei Carcassonne aufwuchs, begann als Kind mit dem Trompetenspiel. Bereits im Alter von zwölf Jahren fuhr er regelmäßig mit dem Zug zum Unterricht an das Konservatorium in Toulouse. 1980 erhielt er im Alter von 17 Jahren den 1. Preis für Trompete, den das Nationale Konservatorium von Toulouse vergibt. Zwischen 1981 und 1991 war er Mitglied im Orchestre National du Capitole unter der Leitung von Michel Plasson, mit dem er international auf Tourneen war und Auftritte bei renommierten Festivals hatte; daneben trat er auch mit Jazzbands in der Region und der Ornicar Big Band auf. 1991 zog er nach Paris, als ihn Denis Badault als Solisten in das Orchestre National de Jazz holte, dem er ab 1994 weiter unter der Leitung von Laurent Cugny (bis 1997) angehörte; mit dem Orchestre National de Jazz entstanden sechs Alben.
Später war Égéa im Patrice Caratini Jazz Ensemble, in der Captain Mercier Band sowie in der New Décaband von Martial Solal und der Multiquarium Big Band um Benoît Sourisse und André Charlier tätig. Weiterhin begleitete er Michel Legrand, Claude Bolling, François Théberge, Henri Salvador, Diana Ross, Ray Charles,  Nino Ferrer, Quentin Mosimann, Stéphane Guillaume, das Gotan Project, Clara Ponty, Zaz, Charles Aznavour (Aznavour 2000) und Thierry Maillard. Im Bereich der Klassik spielte er das Trompetenkonzert von Guy-Claude Luypaerts ein.
Égéa lehrt an der Schule von Didier Lockwood und als Dozent am Pariser Konservatorium. 2002 erhielt er bei den Victoires de la Musique den Prix du Public mit der Captain Mercier Band.